# Callioplana
Genre
Callioplana est un genre de vers plats marins de la famille des Callioplanidae.

## Systématique

### Callioplana
Le nom valide complet (avec auteur) de ce taxon est Callioplana Stimpson, 1857.

### Liste des espèces
Selon la base de données World Register of Marine Species (15 novembre 2023), le genre Callioplana contient les espèces suivantes :
- Callioplana evelinae Marcus, 1954
- Callioplana marginata Stimpson, 1857

## Publication originale
- William Stimpson, 1857 : « Prodromus descriptionis animalium evertebratorum quae in expeditione ad oceanum, pacificum septentrionalem a Republic Federata missa, Johanne Rogers Duce observavit et descripsit. Pars. I. Turbellaria Dendrocoela ». Proceedings of the Academy of Natural Sciences of Philadelphia, vol. 9, p. 19–31 (lire en ligne).